# L'Espelta
L'Espelta és una serra situada al municipi de Vandellòs i l'Hospitalet de l'Infant, a la comarca del Baix Camp, amb una elevació màxima de 295 metres.